# Punta Gorda (Floride)
Pour les articles homonymes, voir Punta Gorda.
La ville de Punta Gorda (en anglais [ˌpʌntə ˈɡɔrdə]) est le siège du comté de Charlotte, dans l’État de Floride, aux États-Unis. Sa population s’élevait à 16 641 habitants lors du recensement de 2010, estimée à 18 796 habitants en 2016.

## Démographie
| 1890 | 1900 | 1910  | 1920  | 1930  | 1940  |
| ---- | ---- | ----- | ----- | ----- | ----- |
| 262  | 860  | 1 012 | 1 295 | 1 833 | 1 889 |

| 1950  | 1960  | 1970  | 1980  | 1990   | 2000   |
| ----- | ----- | ----- | ----- | ------ | ------ |
| 1 915 | 3 157 | 3 879 | 6 797 | 10 747 | 14 344 |

| 2010   | - | - | - | - | - |
| ------ | - | - | - | - | - |
| 16 641 | - | - | - | - | - |

## Source
- (en) Cet article est partiellement ou en totalité issu de l’article de Wikipédia en anglais intitulé « Punta Gorda, Florida » (voir la liste des auteurs).